# 1983年美国游戏业大萧条
1983年美国游戏业大萧条（英語：Video game crash of 1983）是美國電子遊戲歷史在1983年至1984年间的市場蕭條。此次大蕭條终结第二世代的电视游戏市场，使部分北美地区开发电视游戏的公司被迫宣告破产，對美国和加拿大的游戏市场影響深遠。
这次崩盘造成的影响长达3年，北美游戏业市场严重萎缩，行业营收由1983年的32亿美元降至1985年的1亿美元，跌幅高达97%。期间北美游戏业市场并没有任何具有划时代意义的游戏面世。最后在1985年底，任天堂公司以它的「Nintendo Entertainment System」（NES）打破僵局，并在1987年重新激活家用游戏机市场。
本次蕭條與當時遊戲業龍頭雅達利（Atari, Inc.）混亂的經營策略有密切關係，因此也以雅達利震蕩或雅达利大崩溃（Atari shock）之別名為人所知。

## 原因
普遍认为造成此萧条的原因有：
- 大量廉价的家用电脑冲击当时正在初生期的美国游戏业，其中以Commodore 64的口号最为突出：“Why buy your child a video game and distract them from school when you can buy them a home computer that will prepare them for college?”（当你可以买一台能为子女准备上大学的家用電腦时，您为何会买一台令子女玩物丧志的游戏机呢？）不少研究人员也研究过这种现象：人们为什么会失去原来购买游戏机的欲望，转而购买价格差不多的家用电脑呢？
- 大量仓促开发出来的劣質遊戲。如基于当时很火紅的一部电影E.T.而为Atari 2600主机开发的游戏，以及著名的Pac-Man这款游戏的雏形，當時遊戲開發，製造商無法控制，當銷售遇冷時，以至於遊戲機推出都出現困難。
- 媒体过分宣传游戏負面價值，尤其当雅達利公司决定将一吨多的E.T.游戏运往新墨西哥州堆填区销毁后，更加速媒体的态度转变，从The Video Game Boom Is Boundless!（游戏的潮流是无限的！）到The Video Game Boom Is Over!（游戏的潮流已经结束）），導致投資減少。

### 来自家用电脑的冲击
直到20世纪80年代初期，个人电脑还只能在专业電腦商店买到，同时价格也高达一千美元。这时出现一些可以直接連接在电视上的廉价电脑，并支持图形和声音。
David H. Ahl，一个早期从事计算机书籍的新闻编辑，在1984年报导这样的一个情况：市场竞争转向恶性的价格竞争。
1982年春天，当Commodore将VIC-20的价格调低到199美元以及将Commodore 64的价格调低到499美元时。 TI 99/4A的售价为349美元，16KAtari 400的售价为349美元，Radio Shack Color Computer的定价为379美元。

随着家用电脑的可用記憶體越来越多，以及图形和声音表现能力的增强，这些早期的家用计算机不但可以胜任文字处理以及家庭帐目清算等工作，还能玩到移植游戏机平台上的游戏。软盘和磁带等新的媒体装载工具取代ROM芯片的独大地位之后，游戏复制到计算机也变得较以往容易。
Commodore明确把竞争目标瞄准电子游戏机，除了Commodore 64的价格优惠，他们还建议大学生购买既可以帮助学习又可以娱乐的计算机。雅達利和美泰兒（Mattel）的研究报告显示出Commodore這些電視广告严重冲击他們的游戏机銷量。

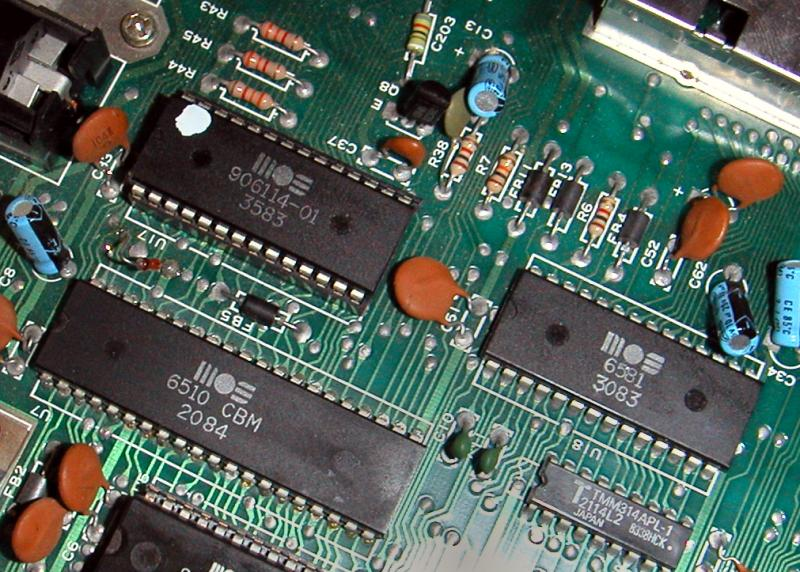
Commodore 64内部一些重要元件，由MOS技术有限公司制作：6510 CPU（长芯片，左下以及 6581 SID（右方）。产品的制作日期（WWYY）标在名字下面。

不像其他计算机制造商，Commodore同时也将机器卖给电视游戏机的销售渠道：廉价商店，百货商店以及玩具店。Commodore的垂直统一管理允许它进行一系列的掠夺性价格；利润比德州仪器，Coleco，或 Atari要高的多，作为Commodore的子公司MOS科技有限公司事实上制作许多的芯片给Atari采用。（尤其是6502 CPU）这种情况类似70年代初期计算机市场上發生的尴尬情況：一些计算机生产公司發現自己购買的计算机芯片是從德州儀器生产的，而且今后必須要與德州仪器的计算机競爭。

### 大量产品的面世
当时的电子游戏销售方式类似于玩具，通常电子游戏由游戏制作商委托的公司或商店售卖。如果一款产品销量不好，这个委托商就会将这款游戏返还给制作商，再索取一个新游戏销售，如此循环直至游戏卖出。这种销售模式——一些人坚持认为——是这次崩盘的主要原因。
讽刺的是，引起这次灾难的风波却是因为動視（Activision）这家公司制作出的高质量游戏：動視这家公司是由4名离开雅達利的游戏设计师成立的（他们是大衛·克雷恩（David Crane）、拉里·卡普蘭（Larry Kaplan）、阿蘭·米勒（Alan Miller）和鮑勃·懷特海德（Bob Whitehead）。），当时因为雅達利并不允许在竞争中贷款，也不愿意考虑销量给予员工版税分成。当时，雅達利为華納通訊所拥有。游戏开发者们参考华纳的其他部门，认为自己跟华纳旗下的音乐家，导演以及演员一样应该有分享版税的权利。雅達利很快就起訴企图阻止動視的產品銷售，但从未成功申请到禁制令，终审判决在1982年发下。
这场官司使第三方开发的游戏合法化，甚至连桂格燕麦这些生产食物的公司也建立电视游戏开发部，希望可以打动华尔街和客户。当时促使各游戏公司互相挖角游戏工程师，甚至使用反向工程来研究如何制作游戏机和游戏程式。雅達利当时雇用几个Intellivision的工程师，很快美泰兒公司就认为此举有可能导致公司的商业机密被这几位旧员工泄露而将雅達利告上法庭。
不像微软、任天堂、索尼这些1990年代以后称霸业界的公司，当时的硬件制作商并不拥有基于其硬件开发的游戏的高级控制权。同时硬件制作商也没有方法去确定软体开发商所制作的软体是否会超负荷运作。動視，雅達利和美泰兒都拥有有经验的程式开发员。但大量新公司并不具备有经验的程式开发员去开发高质游戏。如Chase the Chuck Wagon（追击马车），Skeet Shoot（射击飞碟），Lost Luggage（失蹤行李），这些2线产品被予以厚望，但是最终当游戏上市后，极其低质的游戏显然没有达到人们原来的期望。
一些悠久的游戏制作公司在这次崩盘也扮演一个角色。例如雅達利以洪水般势头發布它的遊戲E.T.的广告；首批的游戏就制作数以百万份。但这个游戏实际上只用6周就完成开发。劣质的游戏无可避免地带来难看的销量，留给雅達利只有卖不出的产品。游戏质量的低劣迅速在人群中传开，新闻媒介同时也在以“电子游戏业第一个大失败”等标题报道这件事情。

### 零售商失去信心
許多劣質遊戲在1982年充斥整个北美零售渠道。在美泰兒公司内部，一名Intellivision銷售執行委員曾经试图解释：“本来2年才卖得完的游戏硬生生被塞进1年内发售完毕，却没有任何机制去重新平衡市场”商店试图退掉卖不出的旧货，然而发行商却没有再返还新产品或现金去补偿经销商的损失。像Games by Apollo和US Games，像桂格燕麥這些非遊戲專業的公司開始接連出局。
1982年圣诞节后，销售商再也无法将卖不出的游戏退回给软件生产商，玩具店只好打折出售。其中甚至有一家玩具店在售卖一份在1982年值34.95美元的游戏（算入通貨膨脹，在2005年大概等于71美元），打折到只卖4.95美元。
结果是造成一个巨大产业的萧条。游戏机制造商美泰兒，Magnavox，以及Coleco都放弃电子游戏开发事业。Imagic 在股票发行前取消首次公開募股，之后股价暴跌。Activision过了几年才完全倒下。大多数为Atari 2600开发游戏的工作室也相继关闭。
有些游戏爱好者认为1983年是街机发展的颠峰，大量的游戏机分布在餐馆，百货商店，以及游戏机室。这一年還是《龍穴歷險記》的巨大胜利。它是第一个雷射光盘电子游戏，兼有全動態影像。但街机游戏遇上游戏业的萧条，营业额也驟然降低。

### 疯狂的价格战
在遊戲業全面蕭條的同時，家用电脑也正在打一场价格战。如同David Ahl所述：
1983年1月，Jack Tramiel，Commodore的总裁，将Vic的价格降到139美元以及C64降到400美元。德州仪器在一周后才进行反击：将99/4A价格下调到149美元。Tramiel继而甚至将Vic定价低于100美元，强迫德州仪器 …… 在6月宣布进一步裁减99/4.A 的价格到100美元 …… 在1983年6月10日，德州仪器宣布这次造成公司历史上最大的损失，以及3个月后宣布退出个人电脑竞争市场。Tramiel，依然想占领更多的市场份额，继续将C64价格下调到200美元……
跟德州仪器一样，受打击的还有Coleco Adam，Timex-Sinclair，以及其他较小型的公司。雅達利有限公司因此近乎破产，在1984年被总公司華納通訊（现为華納兄弟探索一部分）卖出。讽刺的是，收购者为Commodore的董事长，Jack Tramiel。

## 对业界长期的影响
这次冲击给业界带来两个深远的影响：
- 电视游戏业的中心从北美转移到日本。当1987年市场重新恢复活力时，市场已经是重組後的雅達利公司（Atari Corporation）、日本的任天堂和日本CSK集團（現：SCSK）旗下的世嘉企業（現：世嘉公司）三家角力。雅達利公司也自此一蹶不振，於1996年當雅達利Jaguar停產后退出家用游戏机市场，之後北美市場从未发行任何新主机，直到2001年由美國的微软创立Xbox電子遊戲機品牌后才开始复苏。
- 崩盘带来的结果是控制第三方开发的尺度的制度发生变化。雅達利和美泰兒的挖角行为以及反向编辑别家公司游戏的行为造成市场的混乱。任天堂以此为鉴，严格控制游戏的制作和质量（参见权利金制度）。一些著名的出版商，如天元（Tengen，雅達利遊戲的子公司），Color Dreams，以及Camerica试图在8位元游戏机市场挑战任天堂这种制度。即使如此，权利金制度直到NES停产后依然沿用。

任天堂以限制第三方开发商每年只能开发5款游戏，最终保留自身占NES开发的最大份收益。权利金制度同时要求所有卡带游戏都产自任天堂，并且在制造前缴纳权利金予任天堂。如果卖不出，卡带不能退回给任天堂，这样就加大当时的游戏制作商的制作风险。任天堂此举意在提高游戏质量以及增加自身收入，也防止沒有分級審核機制，戕害年輕人身心，并由此建立任天堂金条承认制度。
这种制度使得任天堂同时也成功地控制游戏内容，有效防止暴力，色情，赌博等信息出现在游戏中，赢得家长的欢迎，對重振遊戲業起到幫助。
一些顶住萧条的游戏开发者开始往PC平台发展，如EA（艺电）。成立于1982年，1983年开始发行游戏的EA避开崩盘造成的冲击，因为一开始EA的目标就定位在为电脑开发游戏。